# Mason (dj)
Mason (Amsterdam, 17 januari 1980), artiestennaam van Iason Chronis, is een Nederlandse diskjockey en muziekproducer. Hij had in 2007 een nummer 1-hit in de UK Dance Chart met het nummer Exceeder. Dit nummer was aanvankelijk instrumentaal en was eind 2006 alleen op vinyl uitgebracht. In een nieuwe versie van het nummer, Perfect (Exceeder), verschenen in januari 2007, was echter ook de zang van Princess Superstar te horen. Hiermee kwam Mason in verschillende Europese hitlijsten, waaronder de Engelse, Ierse en Spaanse. Ook in Nederland deed Perfect (Exceeder) het goed. Het nummer stond enkele weken in de Nederlandse Top 40. Daarnaast had hij succes in de hitlijsten met Fashion Killa (met Stefflon Don), Runaway en Boadicea (met Róisín Murphy). Mason is de eigenaar van het platenlabel Animal Language.
Mason heeft onder veel labels muziek uitgebracht, zoals Island Records, Defected, Skint,  Great Stuff Recordings, Fool's Gold, Loulou Records, Ministry Of Sound en Ultra Records, en heeft remixen gemaakt voor onder meer Moby, Robyn, Don Diablo, Mat Zo, Steve Aoki, Metronomy, Yolanda Be Cool, 2Unlimited, Noisia, Mylo en Gabriella Cilmi. In 2008 begon hij zijn label Animal Language. In 2011 kwam hun debuutalbum They Are Among Us uit, waarop werd samengewerkt met artiesten als Róisín Murphy, Run DMC, Sam Sparro, Kurtis Blow en Aqualung. Mason had ook succes in Nederland en België met het nummer Runaway (een moderne bewerking van Runaway van de Britse discogroep Eruption) en het nummer Boadicea.
In 2014 bracht Mason zijn tweede artiestenalbum ZOA uit. Hierop zaten samenwerkingen met Jocelyn Brown, Zoot Woman, Rouge Mary (Hercules & Love Affair), en Nederlandse artiesten Bigboy Caprice, Willie Wartaal, Pien Feith en Bas Bron.
In 2015 behaalde Mason de nummer 1-positie op Beatport met het nummer 'Papapapa'. Ook deed hij dit jaar samenwerkingen met de Duitse houseartiesten Moonbootica en Sharam Jey. In 2015 bracht hij ook zijn Nite Rite-serie uit, een compilatie van genummerde tracks die bij elke volle maan uitkwamen. Nite Rite Ten werd wekenlang gedraaid op de BBC-radio en was het resultaat van een samenwerking met Danielle Moore van de Britse indieband Crazy P. Ook remixte hij in 2015 Nederlandse artiesten Janne Schra, Kraak & Smaak en Arling & Cameron.
In 2016 tekende Mason een platencontract bij Island Records en werkte hij samen met de Amerikaanse hiphop-artiest Azealia Banks. Echter stopte hij deze samenwerking na homofobe en racistische opmerkingen van haar op sociale media. Vervolgens werkte hij voor Island Records met Stefflon Don aan de single Fashion Killa, die tevens gebruikt werd als muziek voor televisiereclame van Dior, Deezer en Boohoo, en de nummer 4-positie behaalde in de UK Dance Chart. Ook mixte hij het album Toolroom Miami Poolside uit 2016.
In 2017 tekende Mason bij het bekende houselabel Defected Records, waar zijn single Rhino werd uitgebracht. Deze werd 'hottest record' op BBC Radio 1. Ook werkte hij in dit jaar samen met de Engelse producer Betoko en remixte hij Sting en James Hype.  
Vanaf 2018 bracht Mason 'Dance Shake Move' op het label Skint Records uit, dat gebruikt werd voor reclamecampagnes voor Colgate en Vodafone. Nadien werkte hij samen met The Manor op Island Records, Jem Cooke, singer-songwriter Alex Clare en Shingai Shoniwa van The Noisettes op de labels Spinnin' Records en Toolroom. In september 2020 verscheen zijn derde artiestenalbum Frisky Biscuits op Toolroom Records. Vervolgens werkte hij in 2021 samen met het Metropole Orkest, remixte hij de Nederlandse Eurovision Songfestival-inzending Jeangu Macrooy en gaf hij een collectie NFT's uit. Ook werd zijn single Givin Up samen met Mark Knight nummer 1 op Beatport. In 2022 werkte hij met de New Yorkse hiphoplegende Jungle Brothers en richtte hij het close-harmonytrio 'The Masonettes' op, dat hem bij sommige optredens vergezelt. In 2023 werd zijn single 'Are You Ready' samen met The Masonettes  Top Song op NPO Radio 2.  Later dat jaar volgde zijn 4e album 'Chroma Panorama', waarbij hij onder andere samenwerkte met Dragonette, Jack Garratt, Sweetie Irie (Gorillaz), Sophie Barker (Zero 7). 
In 2024 belandde 'Perfect Exceeder' opnieuw in tal van landen in de pop charts, doordat het nummer op de Grammy genomineerde soundtrack van de film Saltburn stond. Hierdoor volgde nieuwe David Guetta, Oliver Heldens en 1991 remixen op Armada Music.  

## Biografie
Mason is de artiestennaam van Iason Chronis, geboren in Amsterdam, zoon van Nederlandse actrice Adrienne Kleiweg, Griekse beeldhouwer Jorgos Chronis. en broer van Iwana Chronis en actrice Sarah Chronis. Op zijn zesde leerde Iason vioolspelen. Hij zong een aantal jaar mee in het Kinderen voor Kinderen-koor.
In 1995 begon hij als DJ actief te worden. Hij volgde een opleiding Music Composition and Performance aan de Hogeschool voor de Kunsten Utrecht. In 2003 studeerde hij cum laude af en ontving hiervoor uiteindelijk een Kunstanjer van het Prins Bernhard Cultuurfonds. Mason maakte enige tijd gebruik van zijn vioolkunsten tijdens zijn dj-sets. Zo gebruikte hij zijn viool tijdens zijn tournee met Tiësto in 2004 voor een live-uitvoering van Lethal Industry. Sinds 2005 treedt Mason enkel op als DJ en een aantal jaar als elektronische liveshow.
Tussen 2006 en 2014 werkte Chronis samen met Coen Berrier, van oorsprong zanger en gitarist bij verschillende bandjes. Berrier was ook verantwoordelijk voor het lied Husan van Bhangra Knights, dat op 7 binnenkwam in de Britse hitparade in 2005. Berrier en Chronis hadden elkaar ontmoet op de Hogeschool voor de Kunsten Utrecht, waar ze tijdelijk de band Systex vormden samen met Niels Zuiderhoek (Relax, producer Kensington). In 2014 ging Iason Chronis weer solo verder met Mason.
Mason trad op als dj op onder meer Sensation White, Dance Valley en Mystery Land en in vele clubs in meer dan 50 landen rond wereld. Hij organiseert feesten in Nederland onder de naam Animal Language, Kafe Rave en Avondwinkel en is jaren betrokken geweest bij de organisatie van Electronation feesten in Nederland. In 2019 draait hij ook samen met Joost van Bellen en Willie Wartaal als het collectief 'The Rad Pack'. Ook vertegenwoordigt hij de belangen van pop- en danceartiesten in het bestuur van Buma Cultuur en BAM! Popauteurs. 

## Discografie

### Hitlijstnoteringen
| Single met eventuele hitnotering(en) in de Nederlandse Top 40 | Datum van verschijnen | Datum van binnenkomst | Hoogste positie | Aantal weken | Opmerkingen                                          |
| ------------------------------------------------------------- | --------------------- | --------------------- | --------------- | ------------ | ---------------------------------------------------- |
| Perfect exceeder                                              | 2007                  | 17-02-2007            | 17              | 8            | met Princess Superstar / nr. 11 in de Single Top 100 |

| Single met hitnotering(en) in de Vlaamse Ultratop 50 | Datum van verschijnen | Datum van binnenkomst | Hoogste positie | Aantal weken | Opmerkingen            |
| ---------------------------------------------------- | --------------------- | --------------------- | --------------- | ------------ | ---------------------- |
| Perfect exceeder                                     | 2007                  | 17-03-2007            | 18              | 11           | met Princess Superstar |
| Runaway                                              | 18-10-2010            | 04-12-2010            | 32              | 6            |                        |
| Boadicea                                             | 14-03-2011            | 23-04-2011            | tip19           | -            | met Róisín Murphy      |

### Albums
- 2007 - Top of the Clubs Vol. 34, mixed by Mason (dubbel-cd)
- 2007 - 5 Years Electronation, mixed by Mason (download)
- 2008 - The Amsterdam Tapes, Vol. 1 (download)
- 2010 - Mason presents: Animal Language (cd, download)
- 2011 - They Are Among Us (cd, download)
- 2012 - Mason presents: Animal Language (Refurbished) (download)
- 2014 - ZOA (cd, download)
- 2016 - Nite Rites (download)
- 2016 - Toolroom Miami Poolside, mixed by Mason (cd, download)
- 2019 - Mason Remixed (download)
- 2020 - Frisky Biscuits
- 2023 - Chroma Panorama

### Singles
2004
- "Helikopter" (ep, Electrix)

2005
- The "Screetch" (Middle of the Road)

2006
- "Exceeder" / "Follow Me" (Middle of the Road)
- "Exceeder" (Great Stuff)
- "Bigboy Exercises" (Middle of the Road)
- "The Benedict Files" (Aleph)

2007
- "Perfect (Exceeder)" (featuring Princess Superstar)
(Ministry Of Sound / Sony BMG)
- "The Screetch" (Great Stuff)
- "Quarter" (Great Stuff / Vendetta / Sound Division)

2008
- "When Farmers Attack" (Malente Remix) (Unique)
- "Bermuda Triangle" (Hysterical Ego)
- "The Ridge" (Great Stuff)

2009
- "Kippschwinger" / "Amsterdam Tape" (Animal Language)
- "The Amsterdam Tape" (Blanco y Negro)
- "The Ridge" (Oliver Koletzki remix) (Great Stuff)
- "Front Row Chemistry" / "Capibara" (Animal Language)
- "At The Hippo Bar" / "Affra" (Animal Language)
- "Artex / "Intimate Express" (Pickadoll)
- "Ignite" / "Who Killed Trance" (Animal Language)

2010
- "Syncom" / "The Badger" (Animal Language)
- "Corrected" (featuring DMC & Sam Sparro) (Animal Language / Ministry Of Sound)
- "You Are Not Alone" (Animal Language)
- "Runaway" / "Let’s Get Ferretic" (Animal Language)

2011
- "Runaway" (Ministry Of Sound Australia)
- "Boadicea" (featuring Róisín Murphy) (Animal Language)
- "Little Angel" (featuring Aqualung) (Animal Language)

2012
- "Le Big Bob" (Animal Language)
- "Superimposer" (Animal Language)
- "The Kickoff" / "Chihuahua" (Animal Language)
- "Solarium" - Mason & Marcos Valle (Hysterical Ego)
- "Animat" (Spinnin' Records)
- "Doorman" / "Scaramouche" (Animal Language)
- "Get It Together" (Fool's Gold)
- "Bass Friend" (Cheap Thrills)

2013
- "Wombat" / "Maybe" (Animal Language)
- "Affected" (BMKLTSCH RCRDS)
- "Solid Gold" (featuring Pien Feith) (V2 Records)
- "Bubba" (GND Records)
- "Grotto" (Animal Language)
- "A Girl Like Me" (Great Stuff)
- "Peer Pressure" (Bad Life)
- "Roffelo" (from Drum Kids EP) (Animal Language)

2014
- "Get Back" (Boys Noize Records)
- "Someone I’m Not" (Great stuff)
- "Savantas" / "Herd On The Scene" (Animal Language)
- "San Remo" / "Earmark" (Animal Language)
- "Gotta Have You Back" (Animal Language)
- "Salamander" / "Gotta Have You Back" (Animal Language)
- "Exceeder 2014 remixes" (Armada Music)

2015
- "Calabrese" / "Palemtto" (Secure Recordings)
- "Nite Rite One" (Animal Language)
- "My Love EP feat. Moonbootica" (Animal Language)
- "Nite Rite Two" (Animal Language)
- "Nite Rite Three" (Animal Language)
- "Papapapa" (Loulou Records)
- "Nite Rite Four" (Animal Language)
- "Diatonic / I Knocked For Days" (Loulou Records )
- "Nite Rite Five" (Animal Language)
- "Nite Rite Six" (Animal Language)
- "My Name Is feat. Sharam Jey " (Bunny Tiger)
- "Nite Rite Seven" (Animal Language)
- "Nite Rite Eight" (Animal Language)
- "Nite Rite Nine" (Animal Language)

2016
- "Bubblebath feat. Loulou Players" (Loulou Records)
- "Nite Rite Ten feat. Danielle Moore" (Animal Language)
- "Dance Bodies feat. Plus Instruments" (Club Sweat)
- "Do The Do" (Toolroom)
- "Wurrkit" (Loulou Records)
- "My Ritual / Let It Go" (Animal Language)
- "Fashion Killa feat. Stefflon Don" (Island Records)
- "Mason & Yolanda Be Cool - Xylophobia" (Sweat It Out)
- "Body Rock"      (Loulou Records)
- "This Ain't No Disco EP"      (Bunny Tiger)
- "Jigsaw"      (Bunny Tiger)
- "Bubblebath feat. Loulou Players remixes"          (Loulou Records)
- "I Like It"      (Animal Language)
- "Live On Dreams"          (Kittball Records)

2017
- "Everybody EP"       (Sweat It Out)
- "Toucan"         (Animal Language
- "Rhino"          (Defected)
- "Freaky Girlsss    (Loulou Records)
- Mason & Betoko - Rumble In The Jungle / Amalia    (Bunny Tiger)
- "Chronology EP"    (Animal Language)

2018
- "Take A Chance"     (Toolroom)
- "Dance, Shake Move"     (Skint/BMG UK)
- "Stop Start Slow Fast feat. The Manor"     (Island Records UK)
- "Disruptor"     (Loulou Records)
- "Reminders Of You feat. Alex Clare"     (Spinnin Deep)

2019
- "Banzai"     (Animal Language)
- "Bang Bang"     (Animal Language)
- "Drowning In Your Love feat. Jem Cooke"     (Another Rhythm)
- "Amphibia EP"     (Reptile Dysfunction)
- "Rhythm In My Brain"     (Toolroom)
- "Take It Down feat Slang"     (Another Rhythm)
- "Do I Look Ridiculous / Sparta"     (Loulou Records)

2020
- "Mind Goes Off EP with DJ Glen"     (Animal Language)
- "Nightwalker"     (Skint/BMG)
- "Loosen Up feat. The Melody Men"     (Toolroom Records)
- "The Get Down"     (Toolroom)
- "Drowning In Your Love feat. Jem Cooke - Mark Knight Remix"     (Toolroom)

2021
- "Further Ado"     (Toolroom Records)
- "Givin Up"  (Animal Language)
- "March Of the Lizard" feat Metropole Orkest (Animal Language)
- "Hush" (Reptile Dysfunction)
- "Givin Up" vs Mark Knight (Toolroom Records)

2022
- "Better On My Own"     (Animal Language)
- "The Wicked"  feat Afrika Baby Bam   (Armada)
- "Changes" feat. The Masonettes   (Deep Root)

2023
- "Are You Ready"  feat The Masonettes   (Another Rhythm)
- "Panic"    (Altra Moda)
- "Sirens" feat. Dragonette (Animal Language)
- "Train Track feat. Sister Cookie (Animal Language)

2024
- "Perfect Exceeder" (David Guetta / Oliver Heldens / 1991 Remix)  (Armada Music)
- "Head Lost" (feat. SXCHA)  (Another Rhythm)
- "Love On Repeat" (feat. Cara Melin)  (TMRW)

### Remixes
2005
- Don Diablo - "Blow your speakers" (Mason Remix) (Sellout Sessions)

2006
- Malente - "Revolution" (Mason Remix) (Unique)
- Don Diablo - "Never 2 Late to die" (Mason Remix) (Sellout Session)
- Loft 17 - "So Ready" (Mason Remix) (Molto)
- Monoloop - "Hypersentual" Love (Mason Remix) (Sugaspin)
- Crime Club – "The Beast" (Mason Remix (Tiger Records / Kontor)
- Beatfreakz – "Superfreak" (Mason Remix) (Data / Ministry of Sound)
- Patrick Alavi – "Quiet Punk" (Mason Remix) (King Kong)
- The Ordinary Boys – "Lonely at the Top" (Mason Remix) (B-Unique)
- Joseph Armani presents: Corkscrew – "Elbow" (Mason Remix) (Craft Music)
- The Age Of Steam - "Disco Mafia" (Mason Remix) (CR2)

2007
- Kid Dusty – "Constant Rising" (Mason Remix) (Python)
- Cygnus X – "The Orange Theme" (Terry Toner & Mason remix) (Be Yourself Music)
- Don Diablo - "Blow your speakers" (Mason Remix) (Ministry of Sound)
- "Breathe" (Mason Remix)
- Groove Rebels – "Breakpoint" (Mason Remix) (Hammerskjoeld / Media)
- Shocka – "Style Attract Play" (Mason Remix) (featuring Honeyshot) (Factory)
- Freeform Five – "No More Conversations" (Mason Remix) (Universal)
- Mazi & Duriez – "This Is Not A Follow Up" (Mason Remix) (Brique Rouge)
- DJ DLG – "XESS" (Mason Remix) (Pickadoll)

2008
- AKA the Junkies – "Konijntje" (Mason Remix) (Magnetron Music)
- Noisia – "Gutterpump" (Mason Remix) (Skint)
- Hadouken! – "Declaration Of War" (Mason Vocal / Dub mix) (Atlantic)
- Gabriella Cilmi – "Save the Lies" (Mason Vocal / Dub mix) (Warner)
- Robyn – "Cobrastyle" (Mason Vocal Dub mix) (Konichiwa)
- Moby – "Im In Love" (Mason’s Glowsticks-Mix) (Mute)

2009
- Martin Solveig – "One 2.3 Four" (Mason’s Dark Disco Mix) (Mixture)
- Tommy Trash – "Stay Close" (Mason mix) (Ministry Of Sound Australia)
- Rex The Dog – "Prototype" (Mason’s Animal Language mix) (Hundahaus)

2010
- JCA & TAI – "Yalla Yalla" (Mason remix) (Great Stuff)
- Evil Nine – "Stay Up" (Mason remix) (Gung-ho)
- Nelsen Grover - "Awake" (Mason Remix) (Animal Language)

2011
- Glenn Morrison – "Tokyo Cries" (Mason’s Smallroom Mix) (Blackhole)
- Jesse Rose – "Non Stop" (Mason Remix) (Made To Play)
- Zoo Brazil – "Tear The Club Up" (Mason Remix) (Refune)
- Disco Of Doom – "Alice Cooper" (Mason’s Schools Out Rework) (Discobelle Records)

2012
- Nobody Beats the Drum - "Blood On My Hands" (Mason's Na Na Na Na Remix) (Basserk)
- Steve Aoki & Angger Dimas - "Steve Jobs" (Mason Remix) (Dim Mak / Ultra)
- Petite Noir - "Till We Ghosts" (Mason Remix) (Bad Life)
- Sharam Jey – "Put Ya!" (Mason Remix) (Disco Fisco)

2013
- Wende – "Devils Pact" (Mason Remix) (BMG)
- De Jeugd van Tegenwoordig – "De Formule" (Mason Remix) (Magnetron Music)
- 2 Unlimited – "Tribal Dance" (Mason Remix) (Armada)
- Wannabe A Star – "PartyParty" (Mason’s Downtempo Mix) (STRFCKR)
- Headz Up – "Onoria" (Mason Remix) (No Brainer)

2014
- Bottin - Poison Within (Mason Remix) (Bear Funk)
- Yolanda Be Cool - Sugar Man (Mason Remix) (Club Sweat)
- Worthy - Handle It (Mason Remix) (Anabatic Records)
- Stop Television - Change Strange (Mason Remix) (Animal Language)

2015
- Copy Club - The Sun, The Moon, The Stars (Mason Remix) (Spinnin')
- Janne Schra - Carry On (Mason Remix) (Embassy Of Music)
- Auxiliary Tha Masterfader - Feel For U (Mason Remix) (Animal Language)
- Arling & Cameron - Good Times (Mason Remix) (DUZT)
- Kraak & Smaak - All I Want Is You (Mason Remix) (Jalapeno Records)

2016
- Mighty Mi feat. Gran Puba - Shake With Me (Mason Remix) (Toolroom)
- Vanilla Ace & Yuri – Watch Out Now (Mason Remi)) (Mixfeed)
- Keljet – What’s Your Sign (Mason’s Capricorn remix) (Universal)
- Da Chick! – Do The Clap (Mason Remix) (Discotexas)
- Jack Garratt – Worry (Mason Remix) (Island Records)
- Mat Zo – Sinful (Mason Remix) (Mad Zoo)
- Keljet ft. Holychild – What's Your Sign (Mason's Capricorn Remix) (Universal)
- Vanilla Ace & Neari – Watch Out Now (Mason's Favela Remix) (Mix Feed)
- Mighty Mi ft. Gran Puba – Shake With Me (Mason Remix) (Toolroom)
- Endor - Fever (Mason Remix) (Warner UK)
- Cowgum - We Love Amy (Mason Remix)
- Falco Benz - Like Today (Mason Remix) (Magnetron Music)

2017
- James Hype - More Than Friends (Mason Remix) (Warner UK)
- 1Click featuring Sting - Running Down Again (Mason Remix)
- Boy 8 Bit – Want You (Mason Remix) (Eton Messy)
- Jean Bacarezza & Loulou Records – Get Up (Mason Remix) (Bunny Tiger)

2018
- Beau Battant – Dance Alone (Mason & Joost van Bellen Remix) (Drive-In)
- Sharam Jey feat. Little Boots – FridayCity (Mason Remix) (Bunny Tiger)

2020
- Girl Ray - Friend Like That (Mason Remix) (Moshi Moshi)
- Gettoblaster - Break Em Off (Mason Remix)

2021
- Mita & Biscuits - Tribalism (Mason Remix)  (Toolroom Records
- Jeangu Macrooy - Birth Of A New Age (Mason Remix)  (Unexpected Records)

2022
- Aafke Romeijn - Piepschuim (Mason Remix)  (Aafke Romeijn Records)

2024
- Betoko - Raining Again (Mason Remix)  (OKO Records)
- Nilu DK - Shake For Me (Mason Remix)  (Zatar)